# Fabrizio De André
Fabrizio De André   (Gènova, 18 de febrer de 1940 - Milà, 11 de gener de 1999) va ser un cantautor, escriptor i poeta italià. És considerat per gran part de la crítica com el més gran cantautor italià de tots els temps i un dels grans poetes italians del segle xx. També és conegut amb el nom de Faber, sobrenom que li va donar el seu amic Paolo Villagio a causa de la seva preferència pels llapis de la marca Faber-Castell.
Amb quasi quaranta anys d'activitat artística, De André va gravar catorze discs d'estudi i diverses cançons publicades com a senzills i després reeditades en antologies. Amb més 65 milions de discos venuts, és un dels artistes italians amb més èxit de la història.
D'idees llibertàries i pacifistes, la seva obra és estudiada com a expressió important de la poesia italiana de finals del segle xx en diverses antologies escolars. També va contribuir a la promoció de les diferents llengües d'Itàlia, sobretot del lígur i, en menor mesura, el sard, el gal·lurès i el napolità.
A l'estiu de 1998 li van diagnosticar un càncer de pulmó i la gira en curs va ser interrompuda. La nit de l'11 de gener de 1999 Fabrizio De André va morir a l'hospital de Milà, on havia estat ingressat per l'empitjorament de la seva malaltia. Després de la seva mort prematura, diversos carrers, places, parcs, escoles i biblioteques públiques van rebre el seu nom.
Els seus funerals es van celebrar a Gènova el 13 de gener de 1999. El dol de la família va ser acompanyat per més de deu mil persones, entre amics, admiradors, representants de la cultura i de la política italiana, i aquells personatges a qui sempre havia cantat: les prostitutes, els marginats i els perdedors.

## Discografia
- 1966 – Tutto Fabrizio De André
- 1967 – Vol. 1º
- 1968 – Tutti morimmo a stento
- 1968 – Volume 3º
- 1969 – Nuvole barocche
- 1970 – La buona novella
- 1971 – Non al denaro non all'amore né al cielo
- 1973 – Storia di un impiegato
- 1974 – Canzoni
- 1975 – Volume 8
- 1978 – Rimini.
- 1981 – Fabrizio De André (també conegut com L'indiano)
- 1984 – Creuza de mä
- 1990 – Le nuvole
- 1996 – Anime salve